# Arnold Ganser
Arnold Ganser (* 19. Juni 1954 in Bardenberg) ist ein deutscher Hämatologe und Hochschullehrer.

## Werdegang
Ganser besuchte das Gymnasium in Alsdorf bei Aachen. Als Stipendiat der Studienstiftung des deutschen Volkes studierte er ab 1972 Humanmedizin in Aachen, Glasgow, Baltimore und Denver. Nach dem Staatsexamen in Aachen approbiert und zum Dr. med. promoviert, war er von 1979 bis 1981 Stabsarzt in der Chirurgie vom Bundeswehrzentralkrankenhaus Koblenz.
1981/82 war er Wissenschaftlicher Mitarbeiter von Theodor Fliedner an der Abteilung für Klinische Physiologie der Universität Ulm. In Ulm begann er die internistische Fachausbildung bei Hermann Heimpel (1930–2014). Mit Dieter Hoelzer ging er 1984 an die Johann Wolfgang Goethe-Universität Frankfurt am Main. Bei ihm habilitierte er sich 1991. Als Oberarzt spezialisierte er sich auf Hämatologie und internistische Onkologie (1992).
Am 1. April 1995 folgte er dem Ruf der Medizinischen Hochschule Hannover auf den Lehrstuhl für Hämatologie und Onkologie. Seit 2007 auch formal Hämostaseologe, leitete er als Direktor die Klinik für Hämatologie, Hämostaseologie, Onkologie und Stammzelltransplantation. Seit Oktober 2022 ist er emeritiert.
Seit 2009 amtierte er als Geschäftsführender Direktor des Zentrums Innere Medizin der MHH. Seit 2011 war er Stellvertretender Sprecher, seit Januar 2019 Sprecher des Sonderforschungsbereichs 738 Optimierung konventioneller und innovativer Transplantate, der bis 2019 eine DFG-Förderung erhielt.

## Herausgeber
- Annals of Hematology (2004-2022)
- British Journal of Haematology (Associate Editor seit 8/2023)

## Ehrenämter (Auswahl)
- Mitglied der Hämotherapie-Kommission bei der Bundesärztekammer (seit 2000)
- Mitglied des Senates der MHH (2001–2003 und 2005–2009)
- Sprecher der Deutschen MDS Studiengruppe (2000–2019)
- Vorstandsmitglied des Kompetenznetzwerks Akute und Chronische Leukämien (seit 1999)
- Ko-Sprecher der German-Austrian AML Study Group, AMLSG (seit 2007)
- Mitglied des International Members Committee der American Society of Hematology (2004–2011)
- Vorsitzender des International Members Committee der American Society of Hematology (2008–2011)
- Mitglied des Nomination Committee der American Society of Hematology (2012–2017)
- International Councillor und Mitglied des Executive Committee der American Society of Hematology (2019–2022)
- Leiter der Crisis Management Work Forece der American Society of Hematology (seit 2022)
- Mitglied des Education Committee der European Hematology Association (2016–2018)
- Mitglied des Ausschusses "Krebsfrüherkennung" der Deutschen Krebshilfe e.V. (2012–2022)
- Co-Chair des International Consortium Acute Leukemia (ICAL) der American Society of Hematology (seit 2011)
- Internationaler Berater der Project Group Leukemia der Schweizer Arbeitsgemeinschaft für klinische Krebsforschung SAKK (seit 2011)

## Ehrungen
- Artur-Pappenheim-Preis der Deutschen Gesellschaft für Hämatologie und Onkologie (1998)
- Dr. Paul und Cilli Weil-Preis der Johann Wolfgang Goethe-Universität Frankfurt am Main (1990)[4]
- Hessischer Krebspreis (1992)
- Kooperationspreis des Landes Niedersachsen (2007)
- Thomson Reuters "Highly cited researcher" (2014)
- Honorary Emeritus Member der American Society of Hematology (2023)
- Mitglied der Academia Europaea (2023)